# Сіман Мате Жуніор
Сіман Мате Жуніор (порт. Simão Mate Junior, нар. 23 червня 1988, Мапуту) — мозамбіцький футболіст, опорний півзахисник японського клубу «Вегалта Сендай».
Грав за національну збірну Мозамбіку.

## Клубна кар'єра
У дорослому футболі дебютував 2004 року виступами за команду «Ферроваріу ді Мапуту», в якій провів три сезони. 
Влітку 2007 року на запрошення португальського тренера Жозе Пезейру прибув на оглядини до грецького «Панатінаїкоса», за результатами яких молодому африканцю було запропоновано чотирирічний контракт. Швидко довів виправданість такого рішення керівництва клубу, ставши одним з основних гравців «Панатінаїкоса». Протягом наступних п'яти сезонів регулярно виходив на поле за команду з Афін, у тому числі в іграх єврокубків. 2010 року допоміг команді виграти чемпіонат Греції і національний кубок.
Влітку 2012 року залишив грецький клуб на правах вільного агента через завершення контракту, після чого відразу ж приєднався до китайського «Шаньдун Лунен», куди був запрошений Генком тен Кате, одним зі своїх наставників за роки виступів у Греції. Утім у Китаї кар'єра мозмбікця не склалася адже невдовзі після його приходу тен Кате команду залишив, а його наступник Радомир Антич віддавав перевагу на позиції опорного півзахисника ліванцю Роді Антару.
У березні 2013 року повернувся до Європи, уклавши контракт із клубом Ла-Ліги «Леванте», де склав у центрі поля тандем із сенегальцем Папакулі Діопом і де був стабільним гравцем основного складу протягом трьох сезонів.
Згодом протягом 2017–2018 років грав у Катарі за столичний «Аль-Аглі», після чого перебрався до Японії, ставши гравцем клубу «Вегалта Сендай».

## Виступи за збірну
2007 року дебютував в офіційних матчах у складі національної збірної Мозамбіку.
У складі збірної був учасником Кубка африканських націй 2010 року в Анголі.
Загалом протягом кар'єри у національній команді, яка тривала десять років, провів у її формі 42 матчі.
| Дата       | Місто        | Господарі         | Результат          | Гості               | Турнір                                   | Голи | Примітки |
| ---------- | ------------ | ----------------- | ------------------ | ------------------- | ---------------------------------------- | ---- | -------- |
| 24-3-2007  | Уагадугу     | Буркіна-Фасо      | 1 – 1              | Мозамбік            | Відбір до Кубка африканських націй 2008  | -    |          |
| 28-4-2007  | Матола       | Мозамбік          | 2 – 0              | Сейшельські Острови | Кубок КОСАФА 2007                        | -    |          |
| 29-4-2007  | Матола       | Мозамбік          | 0 – 0 (5 – 4 п.п.) | Зімбабве            | Кубок КОСАФА 2007                        | -    |          |
| 3-6-2007   | Матола       | Мозамбік          | 3 – 1              | Буркіна-Фасо        | Відбір до Кубка африканських націй 2008  | -    |          |
| 17-6-2007  | Матола       | Мозамбік          | 0 – 0              | Сенегал             | Відбір до Кубка африканських націй 2008  | -    |          |
| 8-9-2007   | Дар-ес-Салам | Танзанія          | 0 – 1              | Мозамбік            | Відбір до Кубка африканських націй 2008  | -    |          |
| 13-1-2008  | Дурбан       | ПАР               | 2 – 0              | Мозамбік            | товариський матч                         | -    | 72'      |
| 1-6-2008   | Абіджан      | Кот-д'Івуар       | 1 – 0              | Мозамбік            | Відбір до ЧС 2010                        | -    | 89'      |
| 8-6-2008   | Матола       | Мозамбік          | 1 – 2              | Ботсвана            | Відбір до ЧС 2010                        | -    |          |
| 15-6-2008  | Антананаріву | Мадагаскар        | 1 – 1              | Мозамбік            | Відбір до ЧС 2010                        | -    | 47'      |
| 22-6-2008  | Матола       | Мозамбік          | 3 – 0              | Мадагаскар          | Відбір до ЧС 2010                        | -    |          |
| 20-8-2008  | Матола       | Мозамбік          | 3 – 0              | Есватіні            | товариський матч                         | -    |          |
| 7-9-2008   | Мапуту       | Мозамбік          | 1 – 1              | Кот-д'Івуар         | Відбір до ЧС 2010                        | -    |          |
| 11-10-2008 | Габороне     | Ботсвана          | 0 – 1              | Мозамбік            | Відбір до ЧС 2010                        | -    |          |
| 11-2-2009  | Матола       | Мозамбік          | 2 – 0              | Малаві              | товариський матч                         | -    |          |
| 29-3-2009  | Матола       | Мозамбік          | 0 – 0              | Нігерія             | Відбір до ЧС 2010                        | -    |          |
| 6-6-2009   | Радес        | Туніс             | 2 – 0              | Мозамбік            | Відбір до ЧС 2010                        | -    |          |
| 20-6-2009  | Найробі      | Кенія             | 2 – 1              | Мозамбік            | Відбір до ЧС 2010                        | -    |          |
| 6-9-2009   | Матола       | Мозамбік          | 1 – 0              | Кенія               | Відбір до ЧС 2010                        | -    | 78'      |
| 14-11-2009 | Матола       | Мозамбік          | 1 – 0              | Туніс               | товариський матч                         | -    |          |
| 6-1-2010   | Блумфонтейн  | Габон             | 2 – 0              | Мозамбік            | товариський матч                         | -    |          |
| 12-1-2010  | Бенгела      | Бенін             | 2 – 2              | Мозамбік            | Кубок африканських націй 2010 - 1-й етап | -    |          |
| 16-1-2010  | Бенгела      | Єгипет            | 2 – 0              | Мозамбік            | Кубок африканських націй 2010 - 1-й етап | -    |          |
| 20-1-2010  | Лубанго      | Нігерія           | 3 – 0              | Мозамбік            | Кубок африканських націй 2010 - 1-й етап | -    |          |
| 8-6-2010   | Йоганнесбург | Португалія        | 3 – 0              | Мозамбік            | товариський матч                         | -    |          |
| 5-9-2010   | Матола       | Мозамбік          | 0 – 0              | Лівія               | Відбір до Кубка африканських націй 2012  | -    |          |
| 9-10-2010  | Міцаміулі    | Коморські Острови | 0 – 1              | Мозамбік            | Відбір до Кубка африканських націй 2012  | -    | 77'      |
| 27-3-2011  | Матола       | Мозамбік          | 0 – 2              | Замбія              | Відбір до Кубка африканських націй 2012  | -    |          |
| 26-5-2012  | Вюрцбург     | Намібія           | 0 – 0              | Мозамбік            | товариський матч                         | -    | 61'      |
| 1-6-2012   | Александрія  | Єгипет            | 2 – 0              | Мозамбік            | Відбір до ЧС 2014                        | -    |          |
| 10-6-2012  | Мапуту       | Мозамбік          | 0 – 0              | Зімбабве            | Відбір до ЧС 2014                        | -    |          |
| 9-9-2012   | Мапуту       | Мозамбік          | 2 – 0              | Марокко             | Відбір до Кубка африканських націй 2013  | -    | 41'      |
| 13-10-2012 | Марракеш     | Марокко           | 4 – 0              | Мозамбік            | Відбір до Кубка африканських націй 2013  | -    |          |
| 5-3-2014   | Мапуту       | Мозамбік          | 1 – 1              | Ангола              | товариський матч                         | -    |          |
| 6-9-2014   | Ндола        | Замбія            | 0 – 0              | Мозамбік            | Відбір до Кубка африканських націй 2015  | -    |          |
| 10-9-2014  | Мапуту       | Мозамбік          | 1 – 1              | Нігер               | Відбір до Кубка африканських націй 2015  | -    |          |
| 11-10-2014 | Мапуту       | Мозамбік          | 2 – 0              | Кабо-Верде          | Відбір до Кубка африканських націй 2015  | -    |          |
| 15-10-2014 | Прая         | Кабо-Верде        | 1 – 0              | Мозамбік            | Відбір до Кубка африканських націй 2015  | -    |          |
| 15-11-2014 | Мапуту       | Мозамбік          | 0 – 1              | Замбія              | Відбір до Кубка африканських націй 2015  | -    |          |
| 19-11-2014 | Ніамей       | Нігер             | 1 – 1              | Мозамбік            | Відбір до Кубка африканських націй 2015  | -    |          |
| 24-3-2016  | Аккра        | Гана              | 3 – 1              | Мозамбік            | Відбір до Кубка африканських націй 2017  | -    | 47'      |
| 27-6-2016  | Мапуту       | Мозамбік          | 0 – 0              | Гана                | Відбір до Кубка африканських націй 2017  | -    |          |
| Усього     |              | Матчів            | 42                 |                     | Голів                                    | 0    |          |

## Титули і досягнення
- Чемпіон Греції (1):

«Панатінаїкос»: 2009-2010
- Володар Кубка Греції (1):

«Панатінаїкос»: 2009-2010